# Thomas Wharton (écrivain)
Pour les articles homonymes, voir Wharton.
Ne doit pas être confondu avec Thomas Wharton (1er marquis de Wharton) ou Thomas Wharton (anatomiste).
Œuvres principales
- Le Champ de glace

Thomas Wharton, né le 25 février 1963 à Grande Prairie en Alberta, est un écrivain canadien de Fantasy et de science-fiction.

## Biographie
Thomas Wharton est né le 25 février 1963 dans la ville de Grande Prairie, au nord de l'Alberta, pour ensuite passer son adolescence à Jasper.
Par la suite, il déménage à Edmonton où il poursuit ses études à la Maîtrise en création littéraire à l'Université de l'Alberta. C'est notamment dans le cadre de cette maîtrise qu'il écrira son premier roman intitulé Icefields (Le champ de glace, en français). Icefields est un roman historique se déroulant à Jasper lors de l'exploration et la commercialisation du champ de glace Columbia.
Son deuxième roman, Salamander (Un jardin de papier, en français), sera, lui aussi, rédigé dans un cadre académique. En effet, après avoir complété sa Maîtrise en création littéraire, Thomas Wharton commence un doctorat dans le même domaine, à l'Université de Calgary. Salamander est un roman construit à la manière d'un Labyrinthe borgésien se déroulant dans l'Europe du XVIIIe siècle et en Nouvelle-France. Dans celui-ci, il n'y a pas une histoire, mais « une multitude d'histoires qui s'emboîtent les unes dans les autres sans qu'on sache trop comment. » 
Aujourd'hui, il habite avec sa famille à Edmonton où il enseigne l'écriture et l'anglais à l'Université d'Alberta.

## Œuvres

### SérieLe Royaume aux Mille Périls
1. L'Ombre de Malabron, Trécarré, 2008 ((en) The Shadow of Malabron, Doubleday, 2008  (ISBN 978-0385664608)), 502 p.  (ISBN 978-2-89568-399-5)
2. (en) The Fathomless Fire, Doubleday, 2012
3. (en) The Tree of Story, Doubleday, 2013

### Romans indépendants
- Le Champ de glace, Rivages, 2000 ((en) Icefields, NeWest, 1995  (ISBN 0920897878)), trad. Anne Damour, 214 p.  (ISBN 2-7436-0671-1)
- Un jardin de papier, Alto, 2006 ((en) Salamander, McClelland & Stewart, 2001  (ISBN 0771088337)), trad. Sophie Voillot, 423 p.  (ISBN 2-89518-223-X)
- Logogryphe : Une bibliographie de livres imaginaires, 2008 ((en) The Logogryph: A Bibliography of Imaginary Books, Gaspereau Press, 2004  (ISBN 1894031911)), trad. Sophie Voillot, 193 p.  (ISBN 978-2-923550-13-8)
- La Messagère, Rivages, 2023 ((en) The Book of Rain, 2023), trad. Sophie Voillot, 464 p.  (ISBN 978-2-7436-5994-3)

## Prix et honneurs
- 1995 : lauréat du Commonwealth Writer's Prize for Best First Book pour Le Champ de glace[5]
- 1999 : lauréat du Banff Book Festival Grand Prize pour Le Champ de glace[3]
- 1999 : lauréat du Writers Guild of Alberta First Book Award pour Le Champ de glace[3]
- 2001 : finaliste du Prix littéraires du Gouverneur général pour Un jardin de papier[6]
- 2001 : finaliste au Rogers Writers' Trust Fiction Prize pour Un jardin de papier[7]
- 2004 : présélectionné pour le Prix littéraire IMPAC Dublin pour Logogryphe